# Grip!
『Grip!』（掌握!）是日本樂合Every Little Thing第23首單曲作品。

## 關於歌曲
- 「Grip!」是電視動畫「犬夜叉」片頭曲。「ゆらゆら」則是電影『犬夜叉 鏡中的夢幻城』的主題歌。封面是持田香織在藍天下、於草原上踏著單車。
- 收錄於第5張專輯「Many Pieces」。

## 收錄歌曲
1. Grip！(電視動畫片頭曲)
2. ゆらゆら（悠悠遊遊）
  - 未有收錄於任何専輯中。
3. Grip！(Instrumental)
4. ゆらゆら （悠悠遊遊）(Instrumental)

- 「Grip!」- 作詞：持田香織、作曲：原一博、編曲：HAL
- 「ゆらゆら」（悠悠遊遊）- 作詞：持田香織、作曲：多胡邦夫、編曲：大谷靖夫、中尾昌文、伊藤一朗